# Aero Spacelines Mini Guppy
Aero Spacelines Mini Guppy – amerykański szerokokadłubowy samolot transportowy używany do transportu dużych ładunków. Zbudowano tylko jeden egzemplarz tego samolotu.